# Molophilus (Molophilus) pugnax
Molophilus (Molophilus) pugnax is een tweevleugelige uit de familie steltmuggen (Limoniidae). De soort komt voor in het Australaziatisch gebied.